# Non me ne accorgo
Non me ne accorgo è un singolo del cantautore italiano Marco Mengoni, pubblicato il 12 marzo 2013 come quarto estratto dal secondo album in studio Pronto a correre.

## Descrizione
Come successo con il singolo precedente, anche Non me ne accorgo è stato inizialmente pubblicato per il download digitale sull'iTunes Store come anticipazione all'album. Successivamente, il 29 novembre 2013 è entrato nelle stazioni radiofoniche italiane.29 novembre 2013.

## Video musicale
Il videoclip del brano, pubblicato sul canale Vevo dell'artista il 4 dicembre 2013, registrato da Christian Biondani, è ripreso dal concerto tenuto da Mengoni presso il Teatro antico di Taormina.

## Tracce
1. Non me ne accorgo – 3:28

## Classifiche
| Classifica (2013/14) | Posizione massima |
| -------------------- | ----------------- |
| Italia               | 16                |